# Hans Samuel von Pritz
Hans Samuel von Pritz (* 14. Januar 1698 in Kolberg; † 8. Dezember 1756 in Meißen) war ein preußischer Generalmajor, Chef des Infanterie-Regiments Nr. 30 und Ritter des Ordens Pour le Mérite.

## Leben
Seine Eltern waren Heinrich von Pritz (* 23. März 1675; † 8. Februar 1703), Sülzverwandter zu Kolberg, und dessen Ehefrau Maria Friesen. Er war noch jung, als seine Eltern starben. Nach deren Tod wurde er von seinen Verwandten erzogen. Bis zu seinem 13. Lebensjahr ging er zur Stadtschule in Kolberg, 1713 wechselte er auf die Lateinschule. Aber noch 1713 ging er zur Kadettenschule in Kolberg, die 1714 nach Berlin verlegt wurde. 1715 kam er als Fahnenjunker in das Infanterie-Regiment „Anhalt-Dessau“ Nr. 3. Während des Pommernfeldzuges 1715/1716 kämpfte er bei der Landung auf Rügen und bei der Belagerung von Stralsund. Nach dem Krieg befand er sich auf Werbung in Deutschland, Ungarn, Italien und der Schweiz. Am 18. Oktober 1716 wurde er zum Fähnrich befördert und am 24. Januar 1720 Secondeleutnant. Privat ging es am 11. August 1721 voran, da erhielt er die Mitbelehnung mit den Gütern Günnow, Reckow und Schwantus bei Wollin; in dieser Mitbelehnung lag zugleich die Anerkennung seines Adels. 1725 wurde er Premierleutnant. Am 31. Oktober 1731 wurde er Stabshauptmann und erhielt am 17. Mai 1735 die Kompanie des Hauptmanns Staubach. Am 6. Juli 1738 wurde er Major.
Im Ersten schlesischen Krieg war er 1741 zunächst im Lager bei Brandenburg. Nach dem Krieg ging die Kompanie zurück in die Quartiere. Am 20. Januar 1745 wurde er Oberstleutnant und kämpfte bei Hohenfriedberg, Soor und Kesselsdorf. Am 20. Januar 1746 wurde er Oberstleutnant, als der damalige Oberst Friedrich Leopold von Schwerin als Generalmajor versetzt wurde. Am 4. Juni 1747 ernannte ihn der König auch noch zum Oberst und verlieh ihm den Pour le Mérite. Als 1751 der bisherige Chef Leopold von Anhalt-Dessau starb, übernahm Leopold Friedrich Franz von Anhalt-Dessau das Regiment. Pritz wurde Kommandeur des Regiments und erhielt dazu eine Zulage von 600 Talern. Am 29. August 1756 mit dem Beginn des Siebenjährigen Krieges marschierte er mit dem Regiment nach Sachsen. Zusammen mit Oberst Manstein organisierte die Quartiere in Leipzig. In der Schlacht bei Lobositz kämpfte er auf dem rechten Flügel. Am 19. Oktober 1756 wurde er zum Generalmajor ernannt und erhielt das Infanterie-Regiment „Blankensee“ Nr. 30. Mitte November bekam er den Auftrag, einen Kordon an der böhmischen Grenze zu ziehen. Er erkrankte bei dieser Aktion und ließ sich nach Meißen bringen. Er starb dort am 8. Dezember 1756 und wurde in der Franziskanerkirche begraben. Er war nie verheiratet.